# 사타케 요시타카 (1609년)

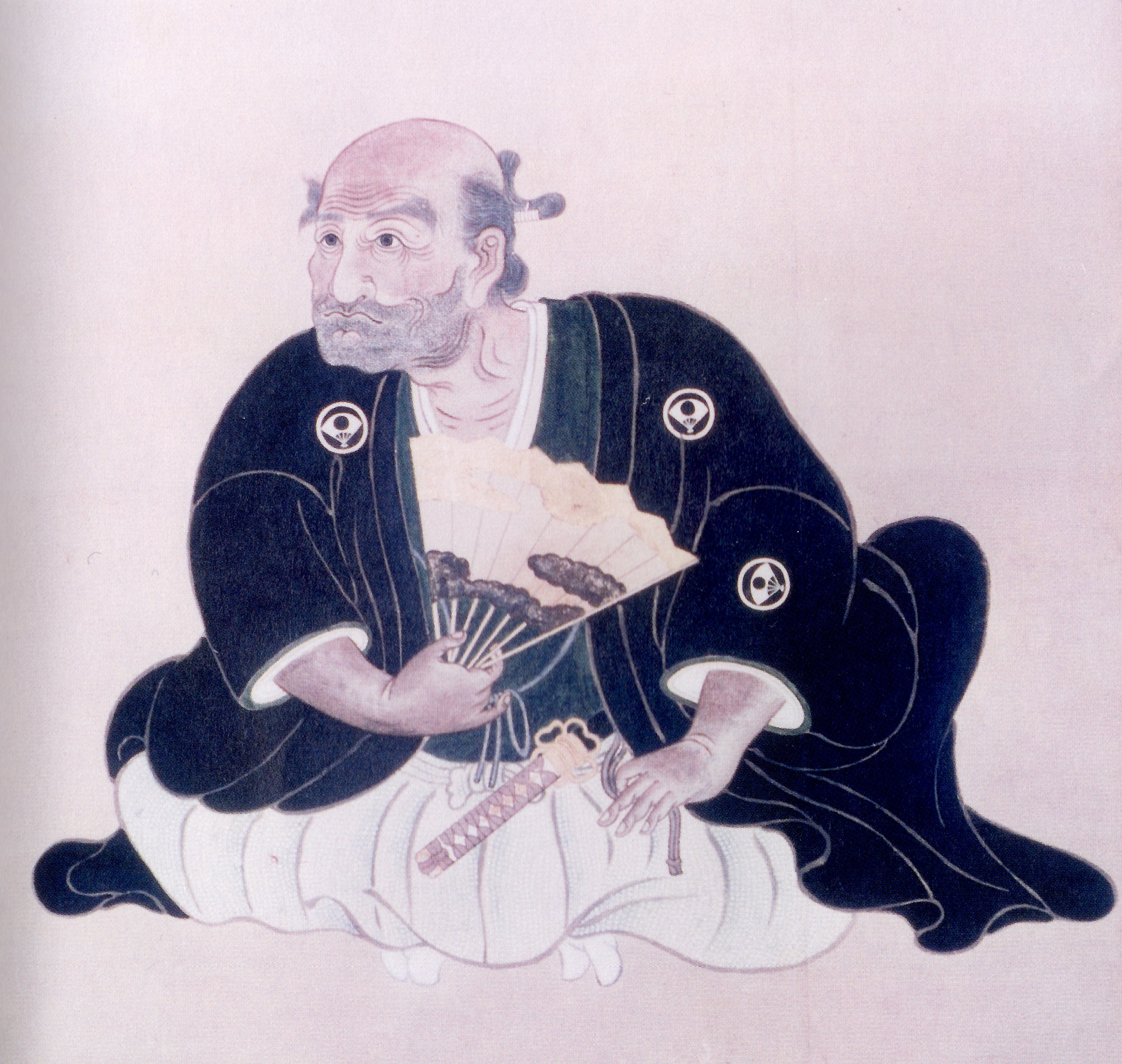
덴토쿠지 소장

사타케 요시타카(일본어: 佐竹義隆 さたけ よしたか[*], 게이초 14년 음력 1월 14일(1609년 2월 18일) ~ 간분 11년 음력 12월 5일(1672년 1월 4일))는 에도 시대 전기의 다이묘이다. 사타케씨 제20대 당주. 데와 구보타번 제2대 번주를 지냈다. 원복 후 첫 이름은 이와키 요시타카(岩城吉隆)이다. 아명은 노케마루(能化丸)이며, 통칭은 헤이지로(平次郎), 시로지로(四郎次郎)이다. 관위는 종4위하, 좌소장(左少将), 슈리노다이부(修理大夫)이다.

## 생애
게이초 14년(1609년), 이와키 사다타카의 맏아들로 태어났다. 겐나 6년(1620년), 아버지가 사망하자 그 뒤를 이어 시나노 나카무라번 1만 석 영지를 다스렸다. 겐나 8년(1622년), 데와 유리군 1만 석 영지를 추가로 받았다. 이듬해 나카무라 1만 석 영지가 거두어지고 대신 유리군 영지로 교체되었다. 이와 더불어서 번주의 거처도 유리군 가메다촌의 진야로 옮겨지면서 요시타카는 가메다번의 초대 번주가 되었다. 간에이 원년(1624년)에 종5위하, 슈리노다이부에 서임되었다.
간에이 3년(1626년) 4월 2일, 백부 사타케 요시노부의 양자가 되었고, 이때부터 이름을 사타케 요시타카로 바꾸었다. 같은 해에 도쿠가와 히데타다, 이에미쓰 부자를 알현하고, 종4위하, 시종으로 승진했다. 간에이 5년에는 가메다 번주 자리에서 물러났고, 숙부 사타케 노부이에가 그 뒤를 이었다.
간에이 7년(1630년 11월), 요시노부는 막부로부터 좀처럼 은퇴를 허락받지 못하자, 가문 계승 전인 요시타카에게 5만 석의 봉토를 주려고 하였으나, 요시타카는 종전과 같이 해도 상관없다며 사양하였고, 간에이 10년에 요시노부가 사망하자 가문을 계승했다. 간분 6년(1666년)에 소장으로 승진하였다.
간분 11년(1671년) 12월 5일, 구보타성에서 63세의 나이로 사망하였다. 요시타카 사후 차남 요시즈미가 뒤를 이었다.

## 저서
- 우고 가메다 이와키 가보(羽後亀田 岩城家譜)
- 간세이 중수제가보(512 이와키, 寛政重修諸家譜（五百十二 岩城）)
- 오쿠아이 다화기(奥相茶話記)
- 사타케 아키타 가보(佐竹秋田家譜)